# Gle Puntong (kulle i Indonesien, lat 5,23, long 96,01)
Gle Puntong är en kulle i Indonesien.   Den ligger i provinsen Aceh, i den västra delen av landet, 1 800 km nordväst om huvudstaden Jakarta. Toppen på Gle Puntong är 124 meter över havet, eller 75 meter över den omgivande terrängen. Bredden vid basen är 2,9 km.
Terrängen runt Gle Puntong är platt norrut, men söderut är den kuperad. Terrängen runt Gle Puntong sluttar norrut.Runt Gle Puntong är det ganska tätbefolkat, med 116 invånare per kvadratkilometer. Närmaste större samhälle är Sigli, 18,2 km norr om Gle Puntong. I omgivningarna runt Gle Puntong växer i huvudsak städsegrön lövskog.